# Wilanówek
Wilanówek – osiedle mieszkaniowe w dzielnicy Mokotów w Warszawie.

## Położenie i charakterystyka
Osiedle znajduje się w stołecznej dzielnicy Mokotów, na obszarze Miejskiego Systemu Informacji Stegny. Położone jest pomiędzy aleja Wilanowską oraz ulicami Sobieskiego i Śródziemnomorską; w większości przy ul. Cypryjskiej. Na terenie osiedla znajdują się także ulice Sueska, Tyrreńska i Mesyńska.
Osiedle zostało wybudowane w latach 1980–1993 na powierzchni 6,5 hektara. Autorami projektu architektonicznego byli Anna Fedorowska, Ryszard Fedorowski, Marcin Przyłubski i Andrzej Szkop. Miało stanowić kameralne małe „miasteczko” z dużą ilością zieleni. Osiedle składa się z części wielorodzinnej i segmentów jednorodzinnych. Pierwotny plan zakładał budowę 130 mieszkań o powierzchni 60–75 m² i 120 domów, których powierzchnia zabudowy wynosiłaby maksymalnie 170 m². Budynki wielorodzinne mają po 4 kondygnacje; forma kamieniczek ze spadzistymi dachami ukrywającymi ostatnie piętro nawiązuje do zabudowy historycznej. Domy jednorodzinne mają zróżnicowane kształty i elewacje, wybudowane zostały z cegły i drewna. W pierwotnej koncepcji brak było płotów wewnętrznych, a występowały drewniane i kamienne elementy oddzielające strefy prywatne od ogólnych.
Inwestorem osiedla była Spółdzielnia Budowlano-Mieszkaniowa „Związkowiec”, która powstała z inicjatywy Komisji Porozumiewawczej Branżowych Związków Zawodowych. Członkowie spółdzielni wywodzili się m.in. z Miejskiego Przedsiębiorstwa Robót Wodnych i Kanalizacyjnych, Miejskiego Przedsiębiorstwa Instalacyjnego i Zakładów Energetycznych Okręgu Centralnego. Osiedle było tańsze w budowie niż inne wznoszone w analogicznym okresie ze względu na partycypację w wykonawstwie przedsiębiorstw, z których wywodzili się jego przyszli mieszkańcy, oraz pracę samych spółdzielców.
Osiedle zamieszkiwali m.in. Mariusz Walter, Lew Rywin i Grzegorz Żemek.

## Dom Wilanowski

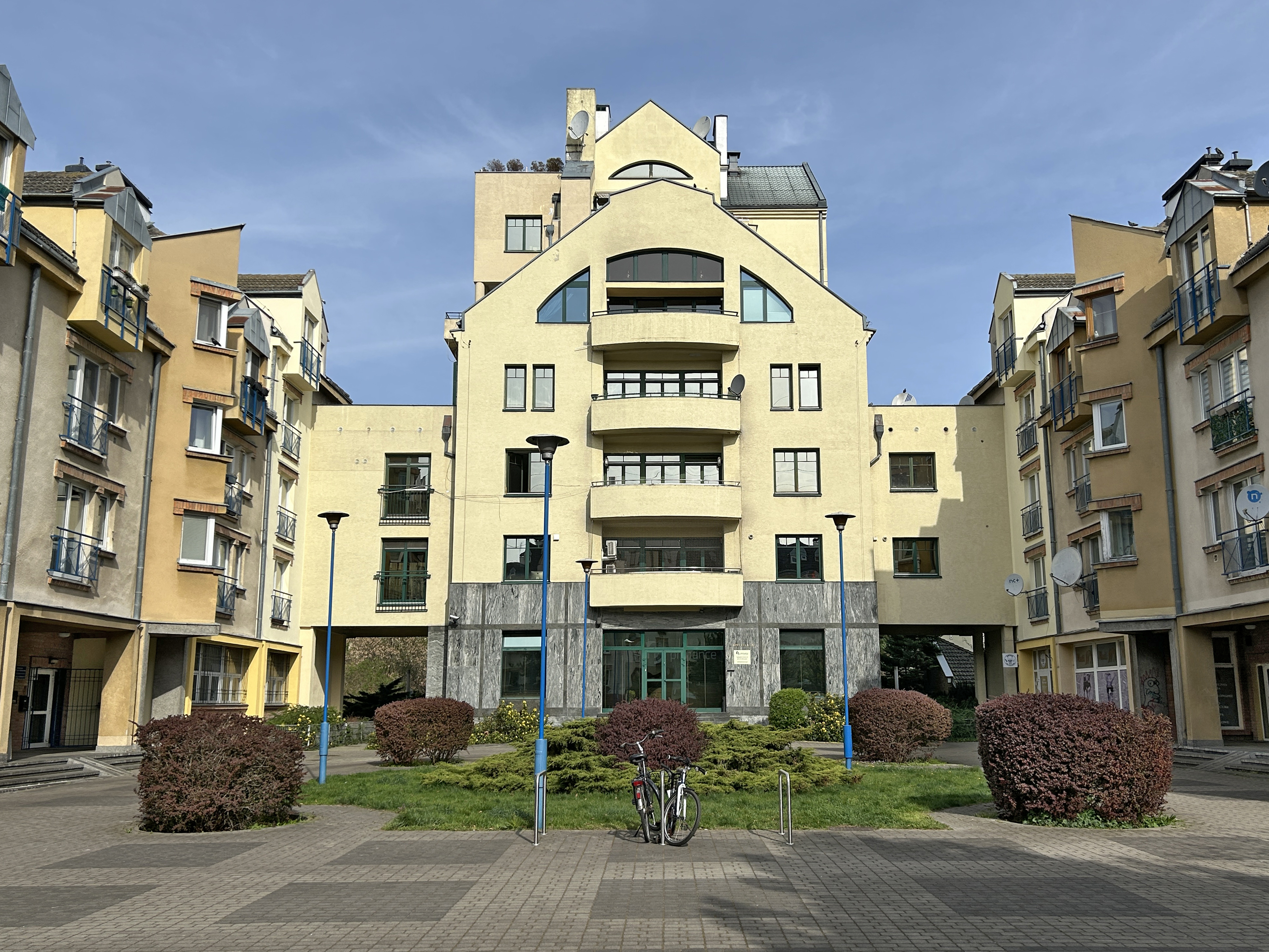
Dom Wilanowski od strony dziedzińca (2025)

W centralnej części osiedla zaplanowano miejsce na „dom społeczny”, który pełniłby funkcje usługowe i kulturalne; miał mieścić punkty handlowe, sale zabaw dla dzieci, kawiarnie, miejsca spotkań mieszkańców i gabinety lekarskie. Spółdzielnia Budowlano-Mieszkaniowa „Związkowiec” sprzedała jednak działkę o powierzchni ok. 490 m² trzem osobom prywatnym, które zdecydowały się wznieść w tym miejscu luksusowy apartamentowiec o nazwie „Dom Wilanowski”. Zaprojektował go Zbigniew Garbowski. Budynek powstawał w latach 1993–1994 pod adresem ul. Cypryjska 2a.
Apartamentowiec ma 8 kondygnacji. Jego architektura wpasowuje się w stylistykę zabudowy osiedla. Na parterze znajdują się biura. Piętra mieszczą łącznie 10 mieszkań, których powierzchnia użytkowa wynosi od 200 do 600 m². Wszystkie są dostępne bezpośrednio z wind obsługiwanych kartami magnetycznymi. Budynek posiada własną ochronę wspomaganą systemem kamer wideo. Zainstalowano również oddzielne, awaryjne zasilanie oraz zamontowano klimatyzację i system podgrzewania rynien. Podziemny garaż zapewnia po 2 miejsca postojowe na każdy lokal. W mieszkaniach znajdują się m.in. pokoje kąpielowe i przeszklone jadalnie.
Budynek został ujęty w książce Aleksandry Stępień-Dąbrowskiej Jakby luksusowo. Przewodnik po architekturze Warszawy lat 90., nominowanej w 2022 do Nagrody Architektonicznej Prezydenta m.st. Warszawy; znalazł się wśród 94 obiektów, które najpełniej ukazują styl architektoniczny, trendy i różnorodność architektoniczną tego okresu w stolicy. Został także wybrany przez Martę Leśniakowską do katalogu ok. 800 budynków (z ogólnej liczby ok. 20 000) z okresu od początku do sierpnia 1998, które są najbardziej reprezentatywne dla Warszawy.
W budynku mieszkał australijsko-polski miliarder Abraham Goldberg, który ukrywał się w Polsce przed australijskim wymiarem sprawiedliwości.